# Mouvement pour l'Europe des libertés et de la démocratie
Le Mouvement pour l'Europe des libertés et de la démocratie (MELD), était un parti politique européen fondé en 2011 par les partis membres du Groupe Europe libertés démocratie au Parlement européen, à l'exception notable du Parti pour l'Indépendance du Royaume-Uni (UKIP) de Nigel Farage. En 2012, il a reçu une subvention du Parlement européen de 621 482 €. Il était affilié à la fondation politique Fondation pour l'Europe des libertés et de la démocratie (FELD), qui a reçu une subvention de 412 361 €. Les deux organisations avaient leur siège au 18, rue Cler, à Paris, en France. Le président du parti était Níki Tzavélla. Il a été dissous en 2015 par le Parlement européen en raison de l'utilisation abusive des fonds de l'UE,,.

## Partis membres
| Pays      | Parti                                                    | Députés européens | Parlementaires nationaux |
| --------- | -------------------------------------------------------- | ----------------- | ------------------------ |
| Autriche  | REKOS (Die Reformkonservativen)                          | 0 / 18            | 0 / 183                  |
| Belgique  | Frank Vanhecke (Sans étiquette)                          | 0 / 21            | 0 / 150                  |
| Bulgarie  | Front national pour le salut de la Bulgarie (NFSB)       | 0 / 17            | 10 / 240                 |
| France    | Mouvement pour la France                                 | 0 / 74            | 1 / 577                  |
| Grèce     | Alerte populaire orthodoxe (Λαϊκός Ορθόδοξος Συναγερμός) | 0 / 21            | 0 / 300                  |
| Pays-Bas  | Daniël van der Stoep (Article 50 (en))                   | 0 / 26            | 0 / 150                  |
| Pologne   | Pologne solidaire (Solidarna Polska)                     | 0 / 51            | 0 / 460                  |
| Slovaquie | Parti national slovaque (Slovenská národná strana)       | 0 / 13            | 15 / 150                 |

Ces partis formaient de 2009 à 2014 avec le Parti pour l'Indépendance du Royaume-Uni (UKIP) le Groupe Europe libertés démocratie au Parlement européen.
Aux élections européennes de 2014, seuls deux de ces partis conservent des députés européens : UKIP (Royaume-Uni) et Ordre et justice (Lituanie). Nigel Farage parvient cependant à reformer un groupe parlementaire autour de son parti : le groupe Europe de la liberté et de la démocratie directe avec de nouveaux alliés, et notamment le Mouvement 5 étoiles de Beppe Grillo.

### Anciens partis membres
- Danemark Parti populaire danois (Dansk Folkeparti)
- Finlande Vrais Finlandais (Perussuomalaiset)
- Italie Ligue du Nord (Lega Nord)
- Italie J'aime l'Italie (en) (Io amo l'Italia)
- Lituanie Ordre et justice (Tvarka ir teisingumas)